# Norr-Björkberget
Norr-Björkberget är ett naturreservat i Bodens kommun i Norrbottens län.
Området är naturskyddat sedan 2010 och är 1 kvadratkilometer stort. Reservatet omfattar Norr-Björkbergets östsluttningar och den lilla Krokträsktjärnen nedanför. Reservatet består främst av urskogsartad barrblandskog med partier av ren tallskog. 